# Membraan van Heuser

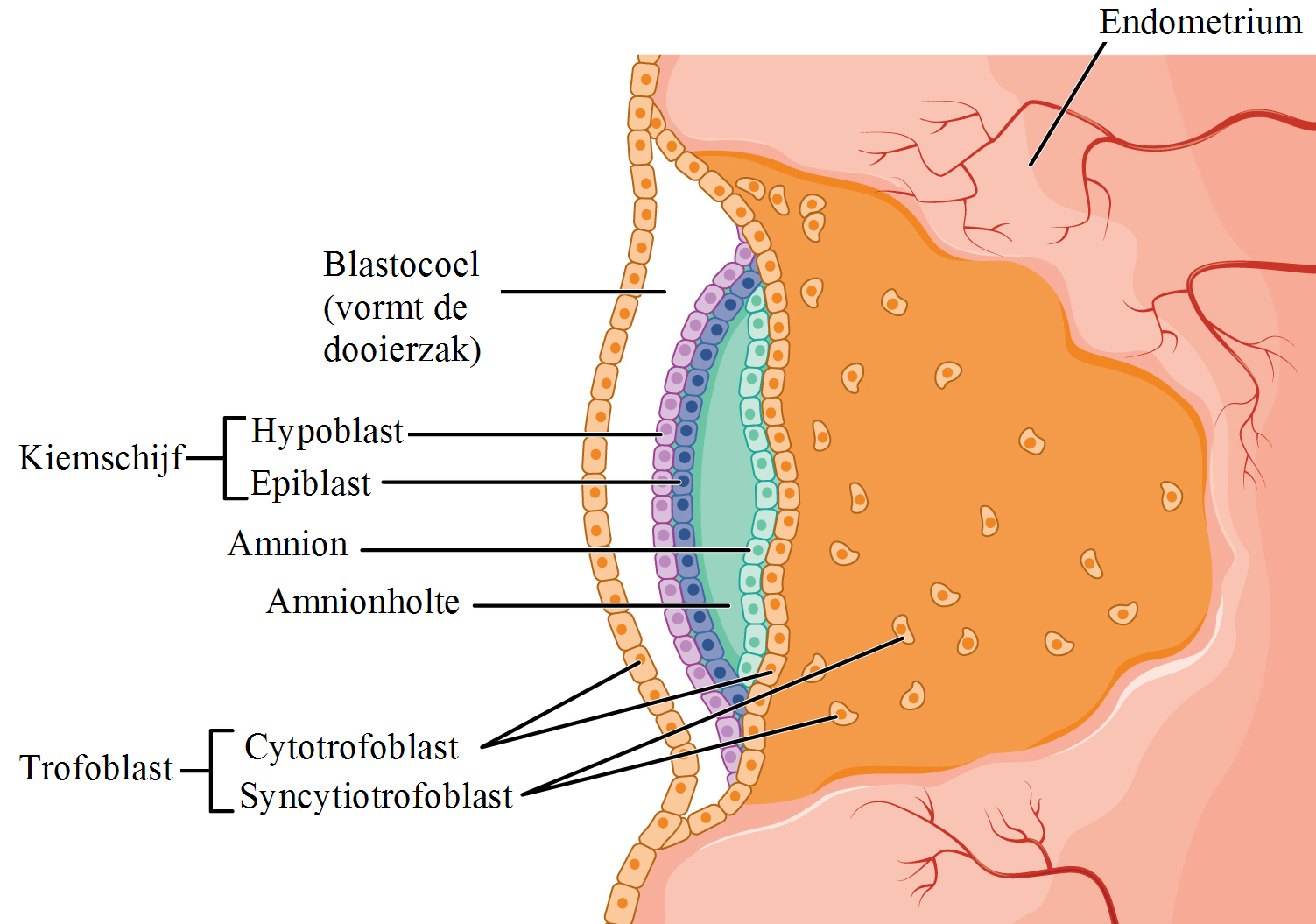
Trofoblast die tijdens de innesteling is gedifferentieerd in de twee lagen cytotrofoblast en syncytiotrofoblast

Het membraan van Heuser (primaire dooierzak) bestaat maar kort en bestaat uit een combinatie van hypoblastcellen met de extracellulaire matrix.
Op dag 9-10 na de bevruchting bij de mens beginnen cellen uit de hypoblast te migreren naar de embryonale pool, waarbij ze een laag cellen vormen net onder de cytotrofoblast, het membraan van Heuser genoemd. Het omringt de primaire dooierzak, d.w.z. het bekleedt het binnenoppervlak van de cytotrofoblast.
Op dag 11 tot 12 vormen de trofoblastcellen een laag losjes gerangschikte cellen die tussen het membraan van Heuser en zowel de syncytiotrofoblast als de cytotrofoblast gaat zitten, het extra-embryonaal reticulum.
De hypoblastcellen die langs de binnenste cytotrofoblast bekleding van de blastocoel migreerden, scheiden onderweg een extracellulaire matrix uit. Cellen van de hypoblast migreren langs de buitenranden van het extra-embryonaal mesoderm en vormen de mesoderma laminae lateralis; dit breekt het extra-embryonale reticulum geleidelijk af en vervangt het. Doordat de cytotrofoblast en de syncytiotrofoblast veel harder groeien dan de kiemschijf, gaat het extra-embryonale mesoderm scheuren en ontstaan er holtes in, die zich vanaf dag 12 verenigen tot de chorionholte. De trofoblast wordt nu chorion genoemd. Door migratie van hypoblastcellen wordt de primaire dooierzak weggedrukt en laat los van de embryoblast en degenereert. De nieuwgevormde dooierzak wordt de secundaire dooierzak genoemd.